# Pristhesancus plagipennis
Espèce
Pristhesancus plagipennis est une espèce d'insectes prédateurs du sous-ordre des hétéroptères (punaises) originaire d'Australie. Entomophage, il est élevé pour détruire les espèces d'insectes nuisibles comme les papillons de nuit (Noctuidae) qui parasitent les champs de coton.

## Systématique
L'espèce Pristhesancus plagipennis a été décrite en 1873 par l'entomologiste britannique Francis Walker (1809-1874) sur la base d'un spécimen mâle capturé dans les environs de la Richmond River en Australie.

## Description
Dans sa description de 1873, l'auteur indique que l'holotype de Pristhesancus plagipennis mesure environ 19 mm.
Cette punaise est le seul insecte connu produisant deux types de venins qu'il injecte avec son rostre (sa trompe) : 
- le premier est destiné à tuer ses proies, à base de neurotoxines pour paralyser et d'enzymes digestives pour dissoudre les organes et faciliter l'ingestion ;
- le second, juste douloureux, est destiné à faire fuir ses prédateurs[3].

## Galerie

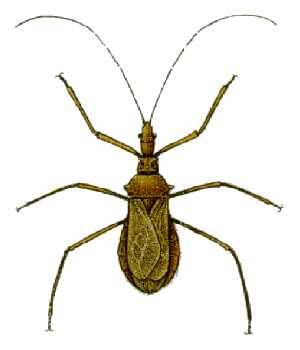

## Publication originale
- (en) Francis Walker, Catalogue of the specimens of heteropterous-Hemiptera in the collection of the British museum, vol. 8, Londres, 1873, 220 p. (lire en ligne), p. 88-89.